# قلة أرومات الحمر العابرة عند الأطفال
قلة أرومات الحمر العابرة عند الأطفال (اختصارًا TEC) هي فقرُ دمٌ يتطور ببطءٍ في مرحلة الطفولة المبكرة ويتميز بحدوثٍ تدريجيٍ للشحوب.

## العلامات والأعراض
الأفراد الذين يعانون من قلة أرومات الحمر العابرة عند الأطفال لديهم متوسط عمرٍ لظهور العلامات والأعراض يتراوح بين 18-26 شهرًا؛ ومع ذلك، قد يحدث الاضطراب عند الرُضع الذين تقل أعمارهم عن 6 أشهر والأطفال حتى سن 10 سنوات. بسبب الظهور التدريجي لفقر الدم، غالبًا ما يكون الأطفال أكثر صحةً مما هو متوقع بسبب انخفاض مستويات الهيموغلوبين لديهم.[بحاجة لمصدر]

## السبب
سبب قلة أرومات الحمر العابرة عند الأطفال غير معروفٍ، لكن يُعتقد أنه ناتجٌ عن عدوًى فيروسية. بينما تُعزى حالات نادرةٌ إلى العدوى بفيروس صغير ب19، إلا أنَّ غالبية الحالات لا تتعلق بعدوى الفيروس الصغير. هذا على عكس نوبة انعدام التنسج العابرة، التي تظهر في المرضى الذين يعانون من اعتلال الهيموغلوبين مثل مرض فقر الدم المنجلي، والذي يحدث عادة بسبب عدوى الفيروس الصغير.

## التشخيص
يُصاب الأطفال عادةً بفقر دمٍ معتدلٍ طبيعي الخلايا (النطاق المعتاد: الهيموغلوبين 5-8 غم/ديسيلتر) وقلة الشبكيات. متوسط حجم الكريات (MCV) عادة ما يكون طبيعيًا بالنسبة للعمر. مستويات الهيموغلوبين F تكون طبيعيةً أيضًا.

## روابط خارجية
- ped/2279 في موقع إي ميديسين